# 中性子ドリップライン
中性子ドリップライン（ちゅうせいしドリップライン）とは、ある元素の同位体において、限界まで中性子が増えた原子核のことである。例えば、酸素の場合は中性子数は16個が上限であるので、酸素24が中性子ドリップラインとなる。中性子ドリップラインは、原子核の平均ポテンシャルに中性子が収まりきらなくなることで発生し、宇宙での元素合成においても重要である。